# Fojtecký mokřad
Fojtecký mokřad je přírodní památka jihozápadně od vsi Fojtka u Mníšku v okrese Liberec. Důvodem ochrany je kvalitní mokřadní vegetace s hojným výskytem zvláště chráněného druhu vachty trojlisté a zábělníku bahenního, přilehlá mokřadní louka s výskytem zvláště chráněných druhů prstnatce májového a listnatého. Fojteckým mokřadem protéká Radčický potok.

## Historie
Území Fojteckého mokřadu bylo tradičně využíváno jako louka pro produkci rostlinného krmiva pro přilehlé obydlené oblasti. Mokřadní části byly postupně ovlivňovány lidskou činností, ale nedošlo k výraznému odvodnění nebo jiným zásahům, které by mokřad zásadně změnily.
Po druhé světové válce bylo hospodářské využívání území postupně opouštěno a louky začaly zarůstat náletovými dřevinami, zejména v mokřejších oblastech. Orná půda na sušších okrajích mokřadu byla ještě v osmdesátých letech obdělávána, ale většina ploch nakonec přešla do stavu přirozené sukcese.
Fojtecký mokřad byl vyhlášen přírodní památkou 17. prosince 2002 a ochranná vyhláška nabyla účinnosti 12. ledna 2003. Cílem této ochrany je zachovat vzácné mokřadní ekosystémy, včetně vlhkých a mokřadních luk, kde se vyskytují ohrožené druhy rostlin a živočichů. Do té doby byl mokřad chráněn pouze jako součást chráněné krajinné oblasti Jizerské hory, konkrétně její třetí zóny.
S rozvojem golfového areálu v blízkosti Fojteckého mokřadu začaly na mokřadní ekosystém působit nové environmentální tlaky. Golfové hřiště bylo otevřeno v roce 2006, přičemž samotné chráněné území není přímo ovlivněno hracími plochami. Byla však přijata opatření ke snížení možných chemických vlivů, například instalací nopové fólie, a kvalita vody je pravidelně monitorována.
Při povodních v roce 2010 došlo k poškození historického stavítka, které dříve pomáhalo regulovat vodní hladinu v mokřadu. Následně byl instalován nový propustek, který alespoň částečně stabilizuje hladinu vody. Mokřadní území se dnes pravidelně monitoruje, a to zejména kvůli sledování vlivu blízkého golfového hřiště, s cílem zachovat biodiverzitu a přírodní hodnoty mokřadu.

## Přírodní poměry
Fojtecký mokřad leží v katastrálním území Fojtka, části obce Mníšek v okrese Liberec v Libereckém kraji. Je součástí širšího areálu golfového hřiště Ypsilon, jehož hrací plochy obklopují chráněné území. Přímý přístup veřejnosti do přírodní památky je omezen, jelikož se přírodní památka nachází uprostřed soukromého objektu. Část mokřadu je však propojena povalovým chodníkem, který slouží pro přechod mezi golfovými jamkami.
Přírodní památka zahrnuje zamokřenou plochu, lesní pozemky a trvalý travní porost. Fojtecký mokřad je součástí chráněné krajinné oblasti Jizerské hory, chráněné oblasti přirozené akumulace vod a překrývá se s ochrannou zónou osy nadregionálního biokoridoru Studený vrch – Poledník (ÚSES).

### Geologie a geomorfologie
Fojtecký mokřad leží na západním okraji Jizerských hor a spadá do Krkonošsko-jesenické soustavy, konkrétně do Krkonošské podsoustavy, celku Jizerské hory, podcelku Jizerská hornatina a okrsku Tanvaldská vrchovina. V sousedství se nachází geomorfologický celek Žitavská pánev, což ovlivňuje reliéf širšího okolí. Krajina má převážně vrchovinný charakter s mírně příkrými svahy a mělce zahloubenými tvary. Mokřad se rozkládá v nadmořské výšce přibližně 429–435 m. Podloží tvoří porfyrická hrubozrnná biotitická žula, která je součástí krkonošsko-jizerského žulového masivu z období karbonu. Vodní plochy obsahují holocenní fluviální sedimenty (písky, štěrky) a širší sníženiny vyplňují deluviální polygenetické sedimenty.

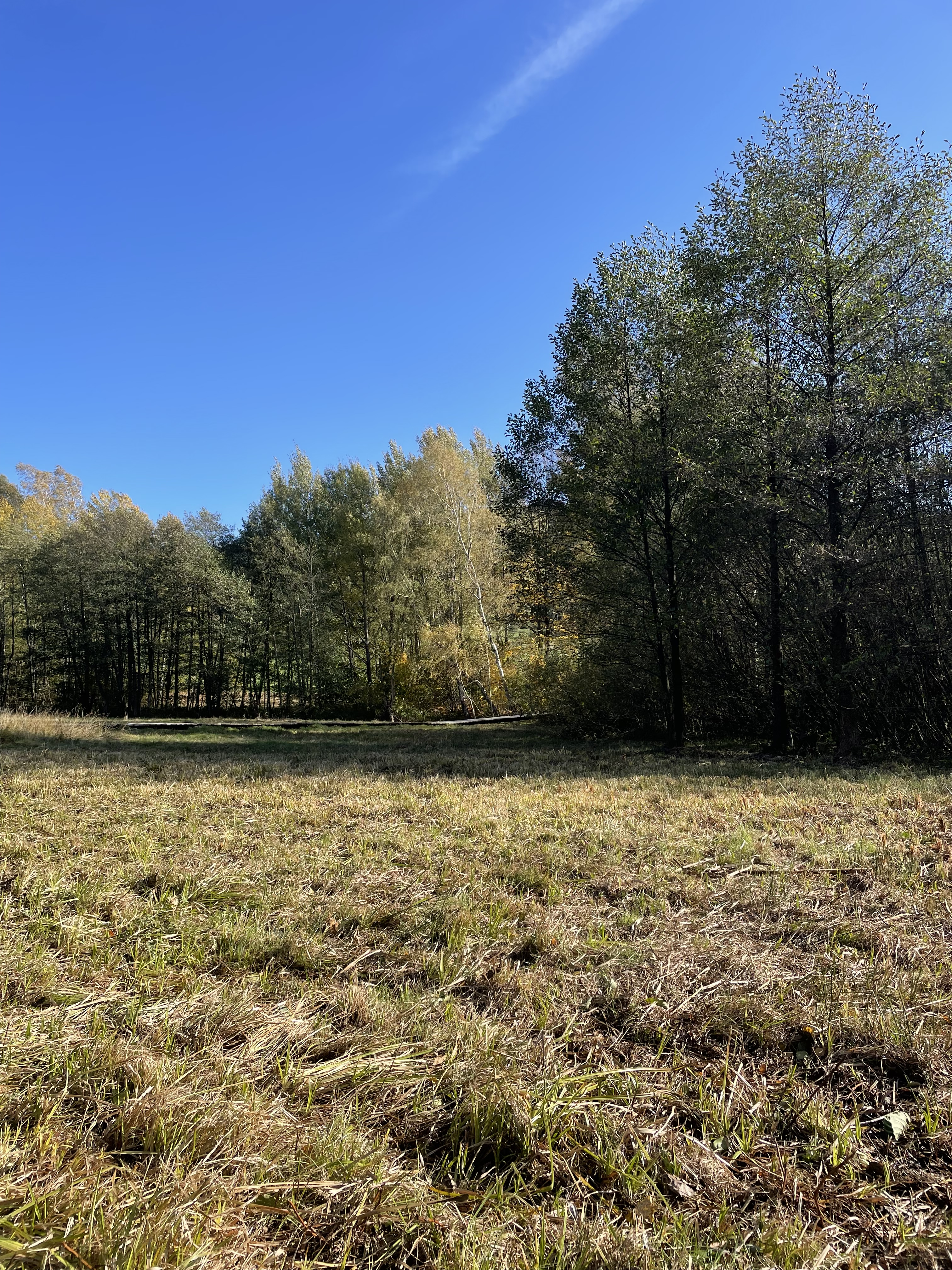
Trvalý travní porost

### Půdní poměry, klima a krajina

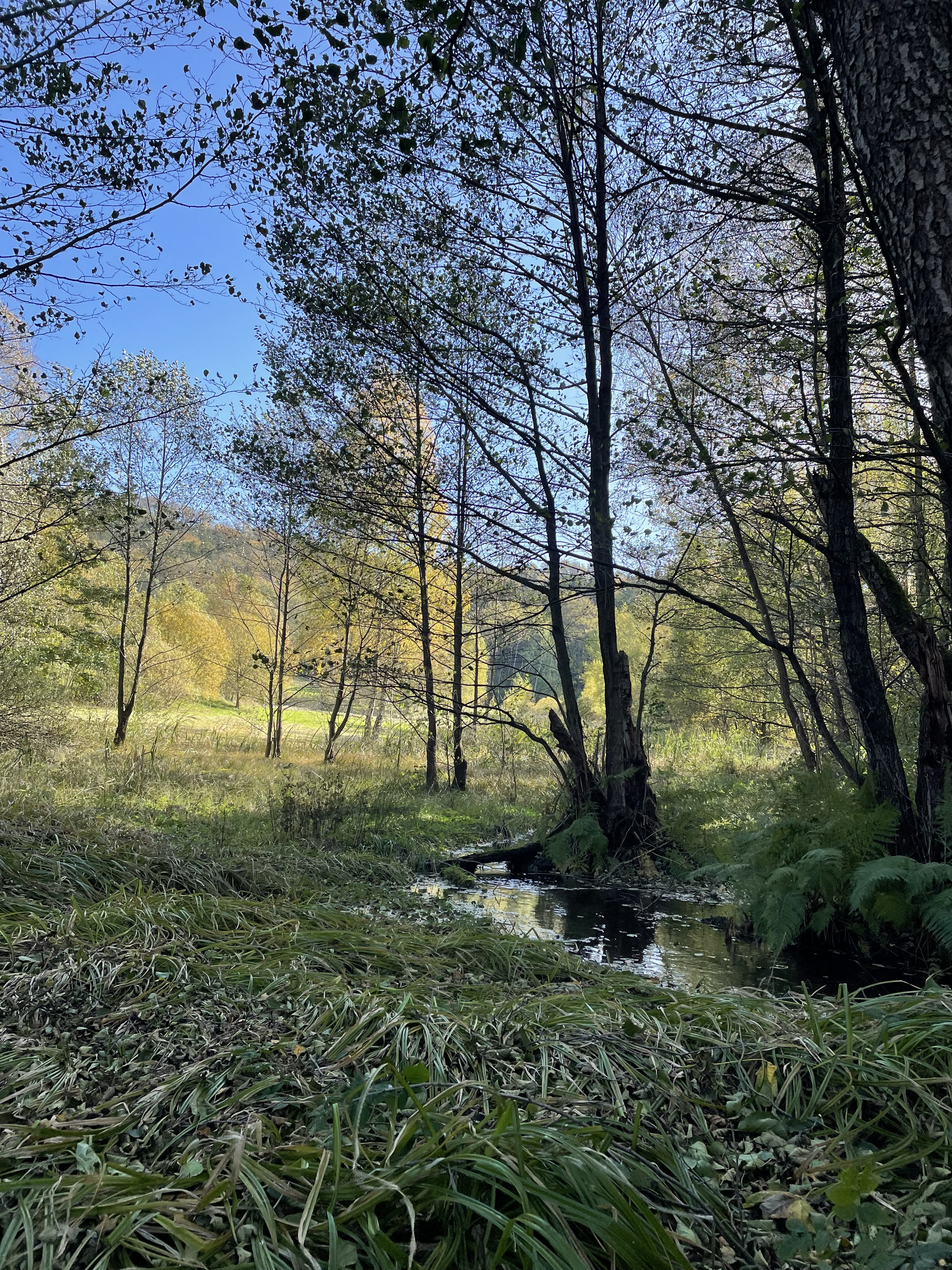
Zamokřená část Fojteckého mokřadu

Oblast je zasazena do mírně zvlněném terénu západního okraje Jizerských hor, kde přechází do méně příkrých svahů a zamokřených sníženin v nadmořské výšce 429–435 metrů. Půdy v okolních vyvýšených terénech jsou kyselé a silně kyselé, avšak na území mokřadu dominují gleje, které mají specifický hydromorfní charakter a jsou většinou přeplavené vodou. Vyznačují se také tím, že vyvýšené okraje území jsou méně ovlivněny vodou. Mokřad se klimaticky nachází na pomezí mírně teplé, ale velmi vlhké Liberecké kotliny a chladnějších Jizerských hor, s průměrnými ročními teplotami kolem 6–7 °C a průměrnými srážkovými úhrny v rozmezí 1000–1200 milimetrů.

### Hydrologie
Mokřad se nachází v horním toku Radčického potoka, pravostranného přítoku řeky Černé Nisy. Území patří do povodí Lužické Nisy. Do středu přírodní památky se vlévá bezejmenný levostranný přítok. V době vyhlášení přírodní památkou byla plocha vodní hladiny větší a připomínala tak vodní nádrž. Po dvaceti letech tuto plochu pokryla z větší části hustá vegetace, hlavně orobince, ostřice a náletové dřeviny. Voda v mokřadu byla zadržována jednoduchým stavítkem, které bylo však zničeno povodní roku 2010. Od té doby je výška hladiny vody udržována novým stavítkem, které je umístěno přímo v propustku pod cestou.

### Flóra
Ekosystémy území tvoří vlhké louky, zastoupeny převážně pcháčovými a tužebníkovými ladami a mokřady tvořené vegetací složenou převážně z vysokých ostřic a orobince širokolistého (Typha latifolia), doplněná o ostřici zobánkatou (Carex rostrata) a přesličku poříční (Equisetum fluviatile) podél přítoků. Vegetaci zde doplňují nevápnitá mechová slatiniště. Stabilně se zde vyskytují chráněné druhy rostlin, především vachta trojlistá (Menyanthes trifoliata) a zábělník bahenní (Potentilla palustris). Tužebníková lada zajišťuje stabilní populace vzácné a ohrožené druhy hmyzu, jako je například modrásek očkovaný (Phengaris teleius), modrásek bahenní (Phengaris nausithous) a nosatčík (Ischnopterapion modestum).

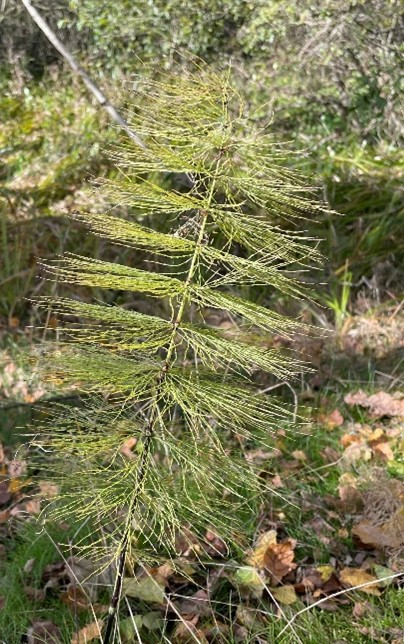
Přeslička rostoucí kolem přítoků ve Fojteckém mokřadu

Flóra mokřadu je poměrně chudá a tvoří ji především acidofyty; chybí zde teplomilné, horské i sudetské druhy. Celkem se v oblasti vyskytuje 108 druhů cévnatých rostlin, mezi nimiž jsou významné prstnatec májový (Dactylorhiza majalis), vachta trojlistá, zábělník bahenní, mokrýš vstřícnolistý (Chrysosplenium oppositifolium), sítina ostrokvětá (Juncus acutiflorus), vrbovka tmavá (Epilobium obscurum), vrbovka bahenní (Epilobium palustre) a kozlík dvoudomý (Valeriana dioica). Do desátých let 21. století zde rostl také prstnatec Fuchsův (Dactylorhiza fuchsii), avšak do dalšího desetiletí nebyl zaznamenán.
Kromě ohrožených druhům se zde vyskytují se zde také chráněné druhy jako krvavec toten (Sanguisorba officinalis) a štírovník bažinný (Lotus uliginosus). Rostlinné společenstvo je relativně stabilní, ale ohrožuje jej expanze orobince a náletových dřevin, které mohou snižovat druhovou rozmanitost. Vegetace zahrnuje také rákosiny eutrofních stojatých vod a nevápnitá mechová slatiniště. Z hlediska mechorostů se jedná o běžnou lokalitu, avšak v roce 2018 byly zaznamenány dva vzácnější druhy: trněnka pruhovaná (Eurhynchium striatum) a rokýtek vlhkomilný (Pseudocampylium radicale), oba uvedené na červeném seznamu ohrožených druhů.

### Fauna
Fauna Fojteckého mokřadu je bohatá a zahrnuje několik významných skupin bezobratlých a obratlovců. Rozsáhlý průzkum zde odhalil 74 druhů brouků, mezi nimi významné fytofágy a epigeické predátory. Klíčové jsou zejména druhy jako nosatčík (Ischnopterapion modestum), který je vázán na vlhké louky a představuje významný ukazatel zachovalosti biotopu, a krytonosec (Rhinoncus smreczynski), popsaný původně jako nový druh pro Českou republiku a typický pro specifické podmínky jizerskohorských mokřadů. Vodní brouci jsou zastoupeni běžnými druhy potápníků a vodomilů, jejichž přítomnost naznačuje přirozený, málo znečištěný vodní režim.
Průzkum motýlů identifikoval 31 druhů denních motýlů, z nichž tři jsou chráněné. Patří mezi ně ohniváček modrolemý (Lycaena hippothoe), který vyhledává vlhké louky Jizerských hor, modrásek ušlechtilý (Polyommatus amandus), rovněž preferující vlhká stanoviště, a vzácný ostruháček jilmový (Satyrium w-album), jenž je zde zaznamenán pouze na jilmech. Mokřadní prostředí poskytuje také vhodné podmínky pro šest druhů vážek, typických pro středoevropské mokřady.
Obratlovci jsou v oblasti Fojteckého mokřadu zastoupeni zejména obojživelníky a ptáky, které láká přítomnost stálých zamokřených míst a mokřadních luk. Mezi typické druhy obojživelníků patří čolek horský (Triturus alpestris), čolek obecný (Triturus vulgaris) a ropucha obecná (Bufo bufo). Z ptáků se zde vyskytují druhy typické pro vodní a mokřadní biotopy, které zde nacházejí potravu a úkryt, například chřástal polní (Crex crex) a bramborníček hnědý (Saxicola rubetra).
Vodní měkkýši jsou tu zastoupeni pouze běžnými druhy. Kvůli kyselému charakteru a nízké úživnosti území je přírodní památka hodnocena jako nepříliš vhodná pro výskyt vodních měkkýšů. Lze očekávat i výskyt běžných druhů drobných savců, kteří využívají hustý porost pro úkryt a potravu.

## Ochrana přírody

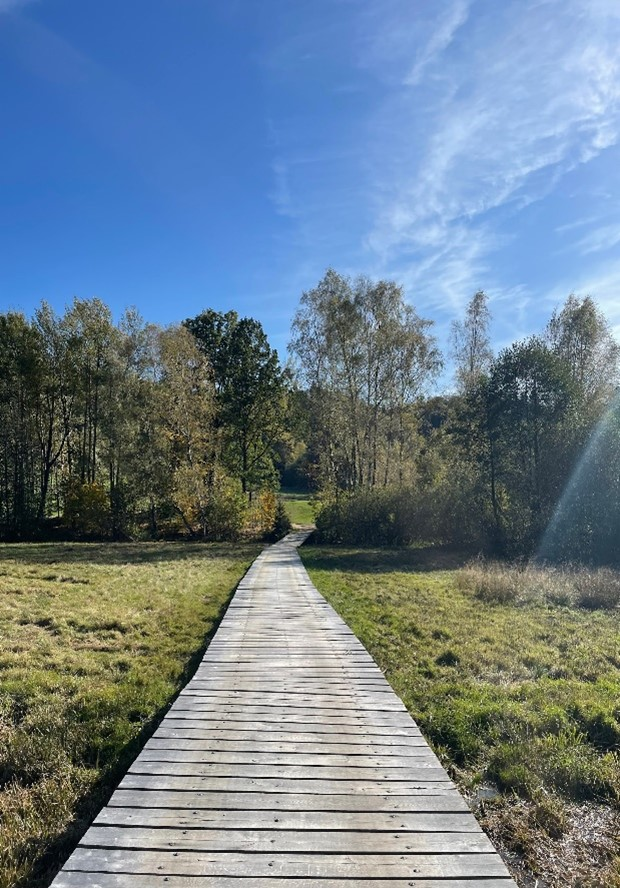
Povalový chodník soužící k přechodu mezi golfovými hřišti

Území Fojteckého mokřadu je chráněno kvůli výskytu zvláště chráněných druhů rostlin, jako je vachta trojlistá (Menyanthes trifoliata) a zábělník bahenní (Comarum palustre), který je navíc uveden v červeném seznamu ohrožených druhů. Mokřadní louka, která spadá do oblasti přírodní památky, je domovem dalších významných druhů, včetně prstnatce májového (Dactylorhiza majalis) a prstnatce Fuchsova (Dactylorhiza fuchsii).
Cílem ochrany je udržet přirozené podmínky, které podporují přežití vzácných druhů hmyzu, především modráska očkovaného, modráska bahenního a nosatčíka. Živné rostliny, jako je krvavec toten (Sanguisorba officinalis) a štírovník bažinný (Lotus uliginosus), poskytují těmto druhům dostatek potravy a napomáhají stabilizovat jejich populace. Dalšími indikátory úspěšného stavu ochrany jsou přítomnost prstnatce májového, vachty trojlisté a zábělníku bahenního.
Jedním z významných abiotických disturbančních faktorů je klimatická změna, která může vést ke snížení úhrnu srážek a ke zvyšování průměrné teploty. Tyto změny mají potenciál dlouhodobě ovlivnit vodní režim mokřadu a zapříčinit úbytek zadržené vody, což by mohlo negativně ovlivnit jeho ekosystém.
Dvakrát ročně probíhá pravidelné sledování chemismu půdy a vody, což má za cíl kontrolovat vlivy blízkého golfového hřiště. Analýzy zahrnují obsah dusíku, fosforu a dalších látek potenciálně ovlivňujících ekosystém mokřadu.
V rámci péče o mokřad probíhá pravidelné sečení travních porostů jednou za 1–2 roky s odvozem biomasy. Na vybraných plochách s výskytem živných rostlin pro chráněné druhy hmyzu se seče provádějí s časovými odstupy (před červnem nebo po září), aby byly zachovány vhodné podmínky pro motýly a další druhy. Součástí údržby je také pravidelné odstraňování orobince a náletových dřevin, například vrb a olší, v centrálním mokřadu jednou až dvakrát ročně. Úkony zahrnují sečení nebo ruční vytrhávání před vysemeněním orobince, aby se zabránilo jeho nežádoucímu rozrůstání a degradaci mokřadních stanovišť.
Pro podporu ekologické stability se plánuje výstavba hráze s bezpečnostním přelivem pro stabilizaci vodní hladiny v mokřadu. Dalším plánovaným opatřením je vyhloubení několika tůní, které by zvýšily retenční kapacitu lokality a podpořily populace ohrožených rostlin a obojživelníků.

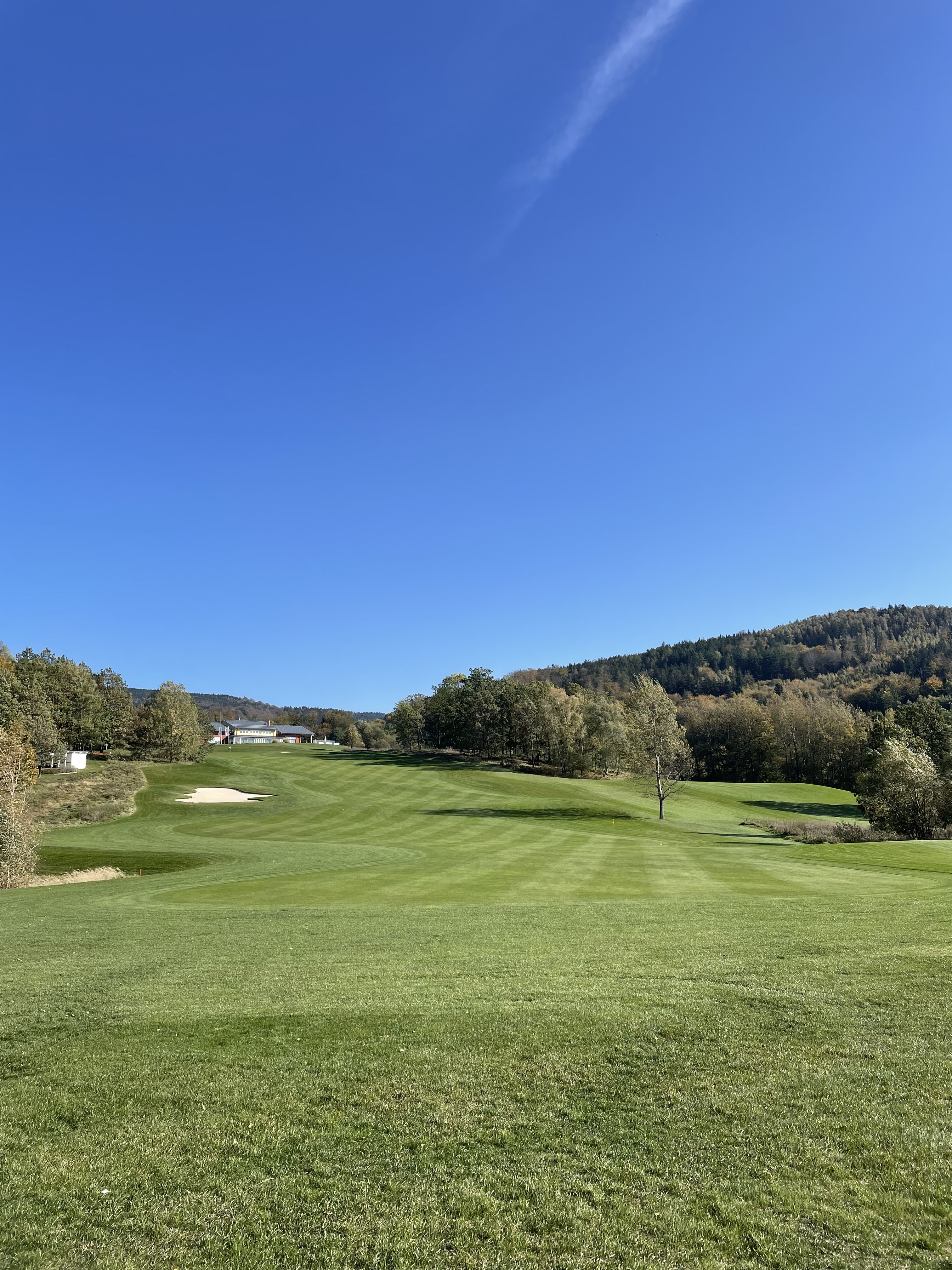
Jedno z hřišť golfového areálu Ypsilon

## Turismus
Turismus v oblasti je spojen především s golfovým hřištěm Ypsilon Golf Liberec, jehož hrací plochy obklopují chráněné území. Přímý přístup veřejnosti do přírodní památky je omezen, jelikož se přírodní památka nachází uprostřed soukromého objektu. Část mokřadu je však propojena povalovým chodníkem, který slouží pro přechod mezi golfovými jamkami. K přírodní památce se lze tedy dostat skrz recepci golfového hřiště nacházející se ve vesnici Fojtka. Ostatní přístupové cesty jsou zavřené. Přestože rekreační vlivy jsou monitorovány, provoz hřiště a využití chemikálií pro jeho údržbu mohou nepřímo ovlivňovat kvalitu mokřadních biotopů.